# Le Rouget
Le Rouget é uma ex-comuna francesa na região administrativa de Auvérnia-Ródano-Alpes, no departamento de Cantal. Estendeu-se por uma área de 8,2 km². Em 2010 a comuna tinha 1 263 habitantes (densidade: 154 hab./km²).
Em 1 de janeiro de 2016 foi fundida com a comuna de Pers para a criação da nova comuna de Le Rouget-Pers.